# Algue verte
Cet article concerne les variétés d'algues. Pour le phénomène d'échouage des algues sur les plages, voir marée verte.
Taxons concernés
- Règne Plantae (ou Primoplastobiota) 
  - Sous-règne Chlorobionta
    - Infra-règne Chlorophyta
      - Classe Prasinophyceae
      - Classe Pedinophyceae
      - Classe Ulvophyceae
      - Classe Chlorophyceae
      - Classe Trebouxiophyceae
      - Incertae sedis
        - ordre des Prasiolales

    - Infra-règne Streptophyta
      - Streptophycophytes
        - Classe Mesostigmatophyceae
        - Classe Zygnematophyceae
        - Classe Chlorokybophyceae
        - Classe Klebsormidiophyceae
        - Classe Coleochaetophyceae
        - Classe Charophyceae
- Règne Eukaryota incertae sedis
  - Sous-règne  Discritata
    - Embranchement Euglenozoa
      - Classe Euglenophyceae

  - Sous-règne Sarcomastigota
    - Embranchement Cercozoa

  - Sous-règne Sarcomastigota
    - Embranchement Cercozoa
      - Sous-embranchement Chlorarachniophyta
        - Classe Chlorarachniophyceaemodifier

Les algues vertes sont un ensemble d'algues dont les pigments photosynthétiques principaux sont les chlorophylles a et b. Comme leur nom l'indique, les algues vertes sont généralement de couleur verte.

## Généralités

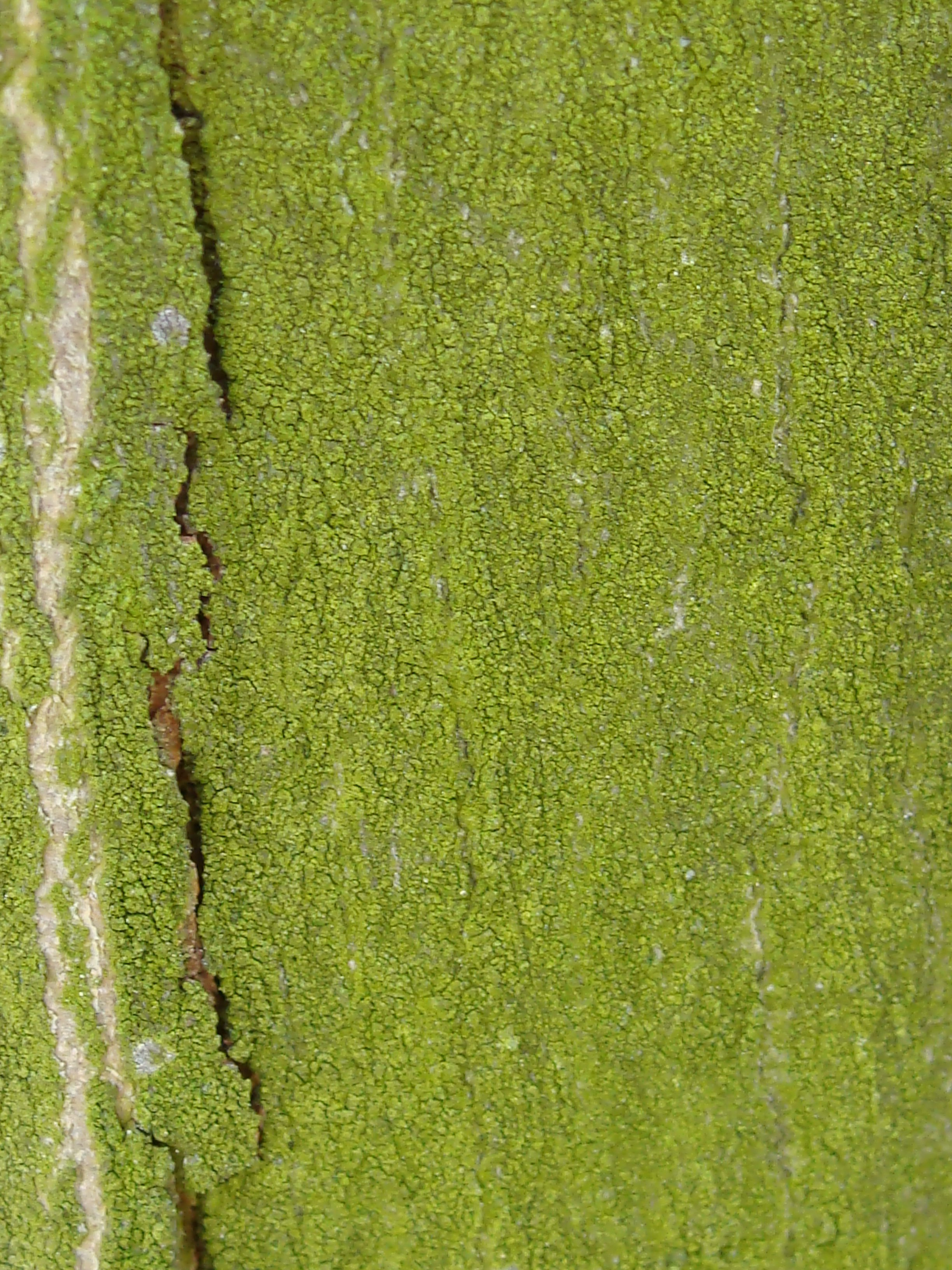
Tronc d’arbre couvert de Pleurococcus sp., une espèce de la famille des Chaetophoraceae.

Elles regroupent des organismes variés dont les tailles peuvent aller de quelques micromètres à plus d'un mètre et dont les aspects peuvent être très divers. Certaines algues vertes, les Streptophyta, sont à l'origine des plantes terrestres. Cette hypothèse serait confirmée par la présence de chlorophylle a et b dans les deux cas, ainsi qu'une ressemblance des différentes partie de la plante et de l'algue et des études phylogénétiques.
Les algues vertes ne forment pas un groupe évolutif complet et cohérent ; elles sont représentées par différents taxons qui ne sont pas phylogénétiquement apparentés. L'origine et la date d'apparition des différents groupes d'algues vertes sont encore très discutées.
Certaines algues vertes sont défavorablement célèbres comme indicateurs des dérèglements de l'environnement causés par l'homme (pollution par les nitrates et phosphates, réchauffement climatique, introductions d'espèces invasives...) : ce sont par exemple les ulves, appelées aussi laitues de mer, impliquées dans l'extension des marées vertes ou la Caulerpa taxifolia, espèce tropicale qui envahit les fonds méditerranéens. Mais la plupart des espèces ne témoignent que de l'adaptation spécifique à certaines conditions naturelles, couvrant des types de milieux très diversifiés. Dans les eaux douces notamment, ce sont majoritairement des algues vertes qui sont présentes. Quelques espèces se sont également adaptées à la vie terrestre aérienne, seules ou en association symbiotiques avec des bactéries et/ou champignons (pour former des lichens).
Tous les végétaux aquatiques de couleur verte ne sont cependant pas obligatoirement des algues vertes. Certaines espèces appartenant à d'autres groupes d'algues peuvent occasionnellement laisser transparaître une couleur verte dominante, mais aussi certaines plantes terrestres embryophytes sont retournées secondairement à l'eau.

## Phylogénie et classifications
On distingue actuellement les groupes suivants :
- les algues vertes qui auraient acquis leur chloroplaste par une endosymbiose primaire : elles forment un groupe paraphylétique au sein des Chlorobionta avec deux lignées : 
  - les Chlorophyta qui sont un groupe monophylétique
  - les Streptophycophyta qui forment un groupe paraphylétique à la base des Embryophyta (=Archégoniates)
- les algues vertes qui auraient acquis leur plaste par une endosymbiose secondaire : 
  - les Euglenophyta
  - les Chlorarachniophyta

| | Positions phylogénétiques des algues vertes | [voir] |
| ─o Eucaryotes ├─o Unicontes │ (comprenant champignons, animaux métazoaires, etc.) └─o Bicontes └─o ├─o │ ├─o Excavobiontes │ │ ├─o Euglenobiontes │ │ ├─o Euglenophyceae 977 espèces │ │ └─o autres Euglenobiontes │ │ (non chlorophylliens) │ │ └─o autres Excavobiontes │ └─o Rhizariens │ ├─o Chlorarachniophyta 6 espèces │ └─o autres Rhizariens │ (comprenant notamment radiolaires, │ foraminifères, etc.) └─o ├─o Archéoplastidiés │ ├─o Glaucophytes ( = algues bleu-vert) │ └─o Métabiontes │ ├─o aRhodophytes ( = algues rouges) │ └─o Chlorobiontes │ ├─o Chlorophytes 3.726 espèces │ └─o Streptophytes │ ├─o Chlorokybophyceae 1 espèce │ ├─o Klebsormidiophyceae 31 espèces │ ├─o Zygnematophyceae 1.580 espèces │ ├─o Chaetosphaeridiophyta 4 espèces │ ├─o Charophyceae 292 espèces │ ├─o Coleochaetales 14 espèces │ └─o Embryophytes( = végétaux terrestres) └─o Chromoalvéolés (comprenant notamment algues brunes, etc.) Groupes contenant des algues vertes Groupes d'algues vertes Autres groupes aLa position des Rhodophytes est discutée, notamment par Van de Peer & De Wachter (1997), Nozaki et al. (2003, 2005), Yoon et al. (2004) qui les rapprochent des Straménopiles dont font partie les algues brunes : voir Position phylogénétique des Rhodophyta dans l'arbre des Eucaryotes |                                             |        |

## Évolution
Les algues rouges sont apparues il y a 1,2 à 1,4 milliard d'années, après les cyanobactéries (anciennement appelées algues bleues) qui ont précédemment provoqué, par l'action cumulée de la photosynthèse, le bouleversement planétaire appelé la Grande Oxydation. Elles ont profité des nouvelles conditions écologiques, notamment de l'apparition de la couche d'ozone stratosphérique qui filtre la plus grande partie du rayonnement solaire ultraviolet et qui protège de son effet biocide, pour occuper dans les océans une niche écologique proche de la surface. Cyanobactéries et algues rouges ont libéré par la photosynthèse une grande quantité d'oxygène qui a favorisé la formation de la couche d'ozone réduisant encore plus l'influence nocive des rayonnements solaire ultraviolets. Ce phénomène a permis aux algues vertes de s'installer dans une niche écologique encore plus proche de la surface.
Une lignée d'algues vertes, proche du groupe des charophytes a colonisé les terres émergées, donnant naissance aux embryophytes (i.e. les plantes terrestres). Lors de la baisse du niveau des océans, ces algues vertes évoluaient probablement en eau douce en étant capables de supporter des émersions temporaires grâce peut-être à une association symbiotique de type mycophycobiose qui permet de résister à la dessiccation.

## Écologie

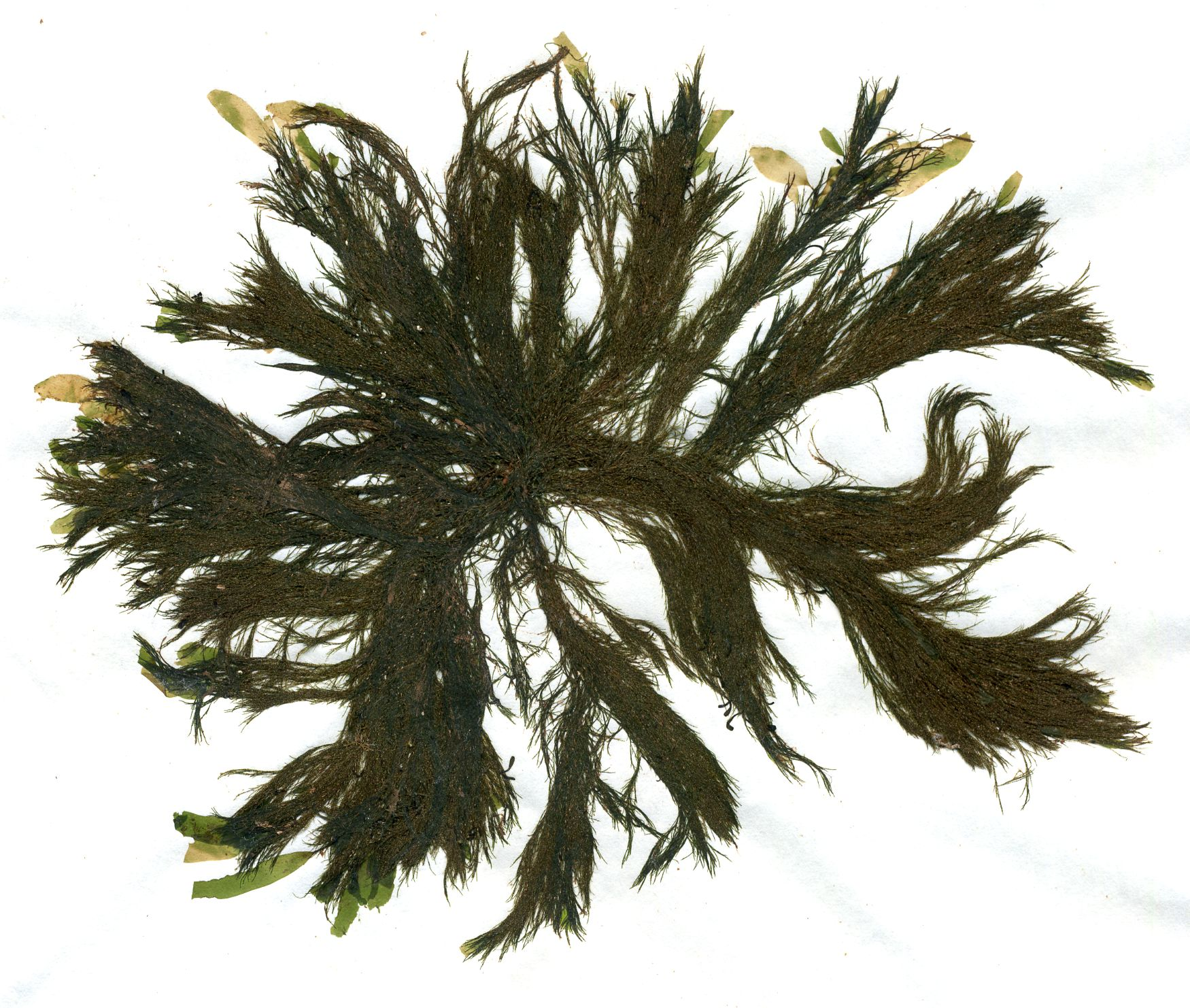
Cladophora rupestris.

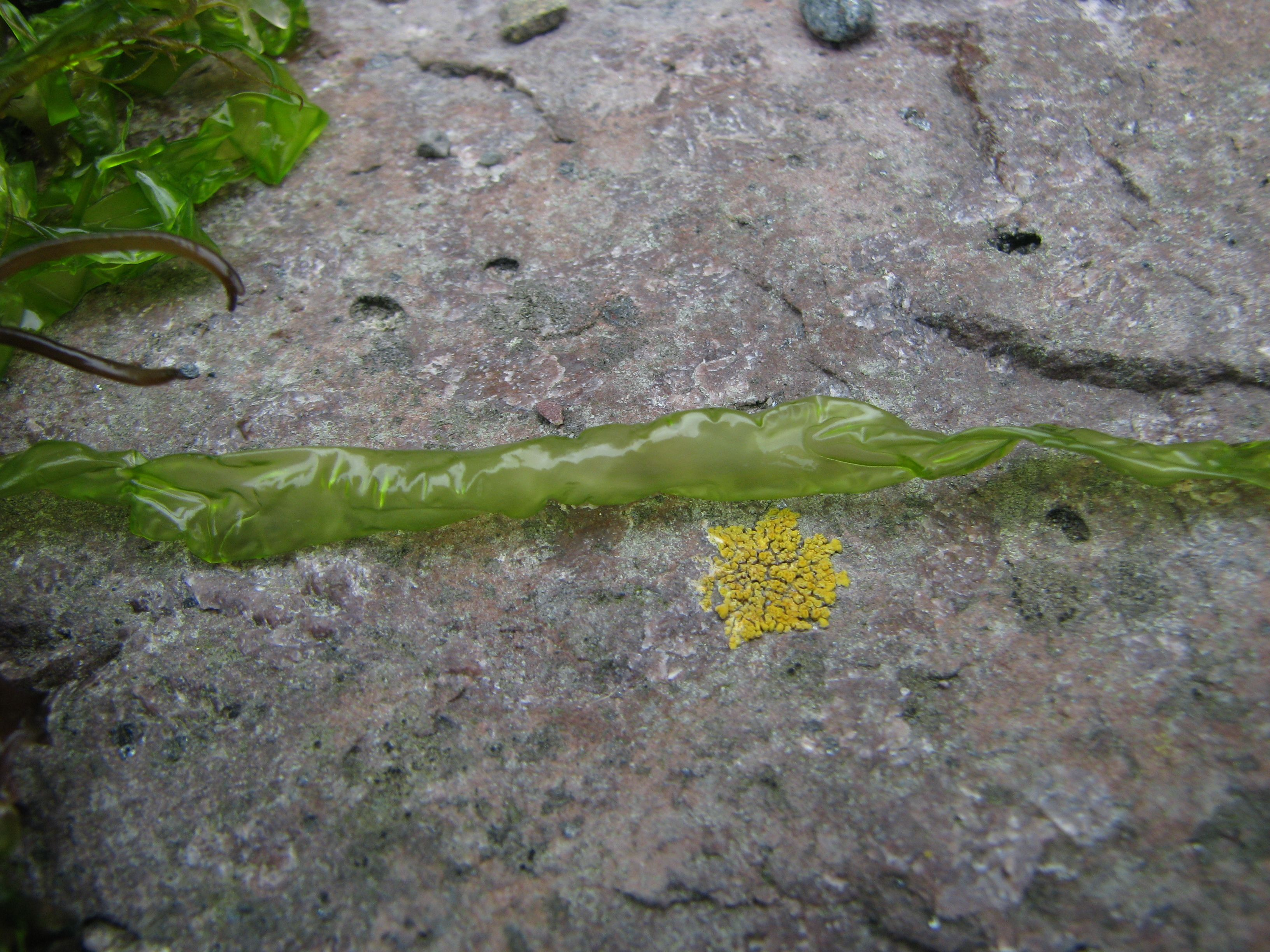
Enteromorpha intestinalis.

Les algues vertes (comme toutes les algues) jouent un rôle majeur dans les cycles géobiologiques du carbone et de l'oxygène, mais aussi de l'azote.
Elles sont par exemple utilisées pour consommer du gaz carbonique, produire du biodiesel ou encore capter des métaux lourds provenant des rejets industriels.

### Marées vertes
Les ulves prolifèrent surtout, provoquant des marées vertes, dans des baies à configuration bien particulière (sableuses et en pente douce) où l'eau ne se renouvelle que partiellement d'une marée à l'autre et qui sont alimentées en eau douce par un ou plusieurs fleuves côtiers chargés en nitrates en raison de la fertilisation excessive des sols ou de l'importance des élevages, surtout hors-sol, dans leur bassin-versant. C'est le cas, par exemple en Bretagne, dans la baie de Saint-Brieuc et dans la baie de Saint-Michel en Grèves (la lieue de Grève) en Cotes d'Armor, mais aussi en baie de Douarnenez et Kerlaz, dans le Finistère.

## Couleur
En dépit de leur nom, les algues vertes peuvent présenter différentes couleurs : vert foncé à vert clair comme Ulva lactuca, vert vif à sombre à l'état végétatif et brun-jaunâtre en période de reproduction comme les Spirogyra, vert à orange vif comme Trentepohlia, rose-orangé comme Dunaliella salina, ou rouge comme différentes espèces des genres Chlamydomonas, Chloromonas,Trebouxia et Stichococcus qui peuvent colorer la neige en rouge.

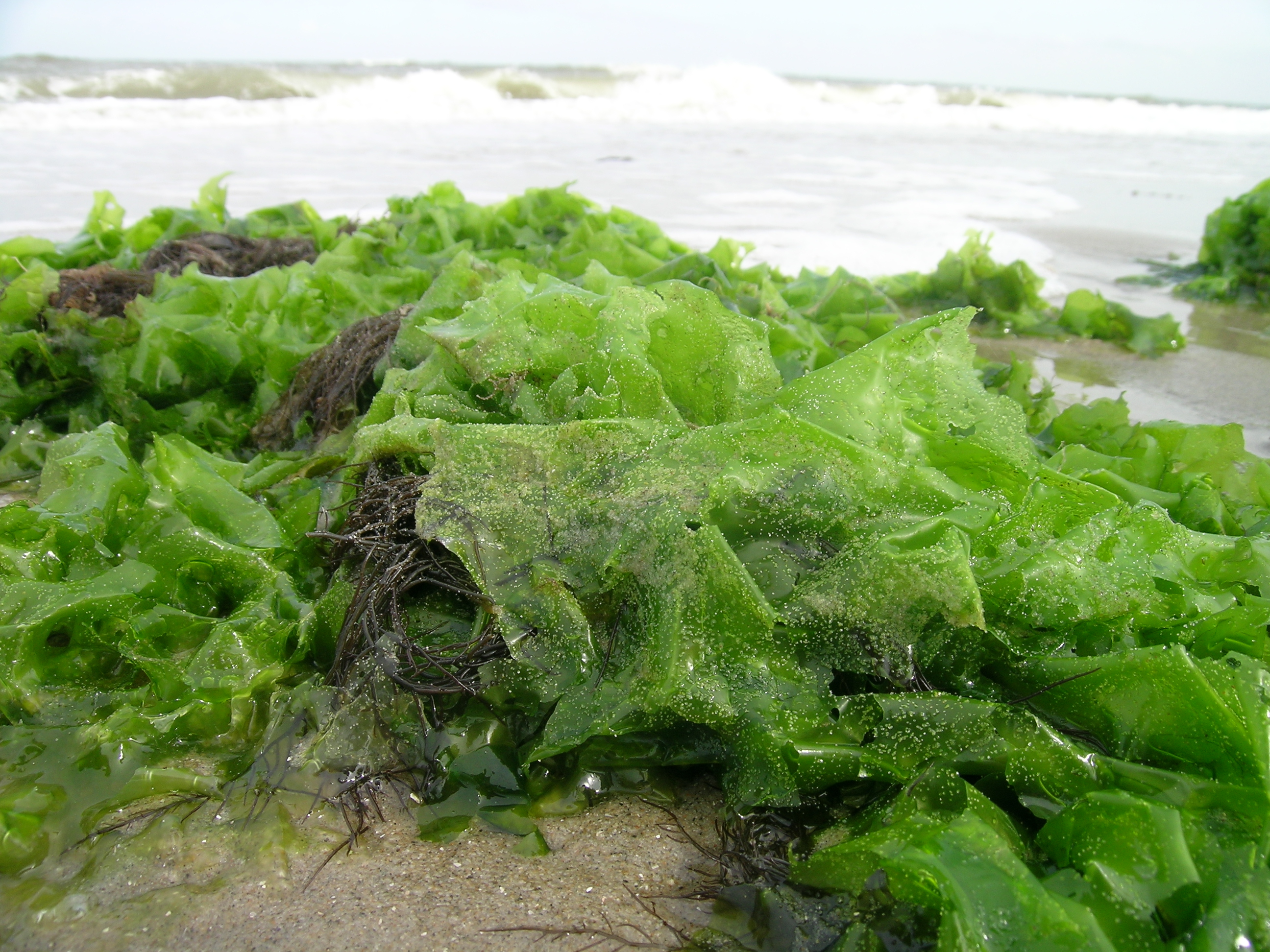
Ulva lactuca
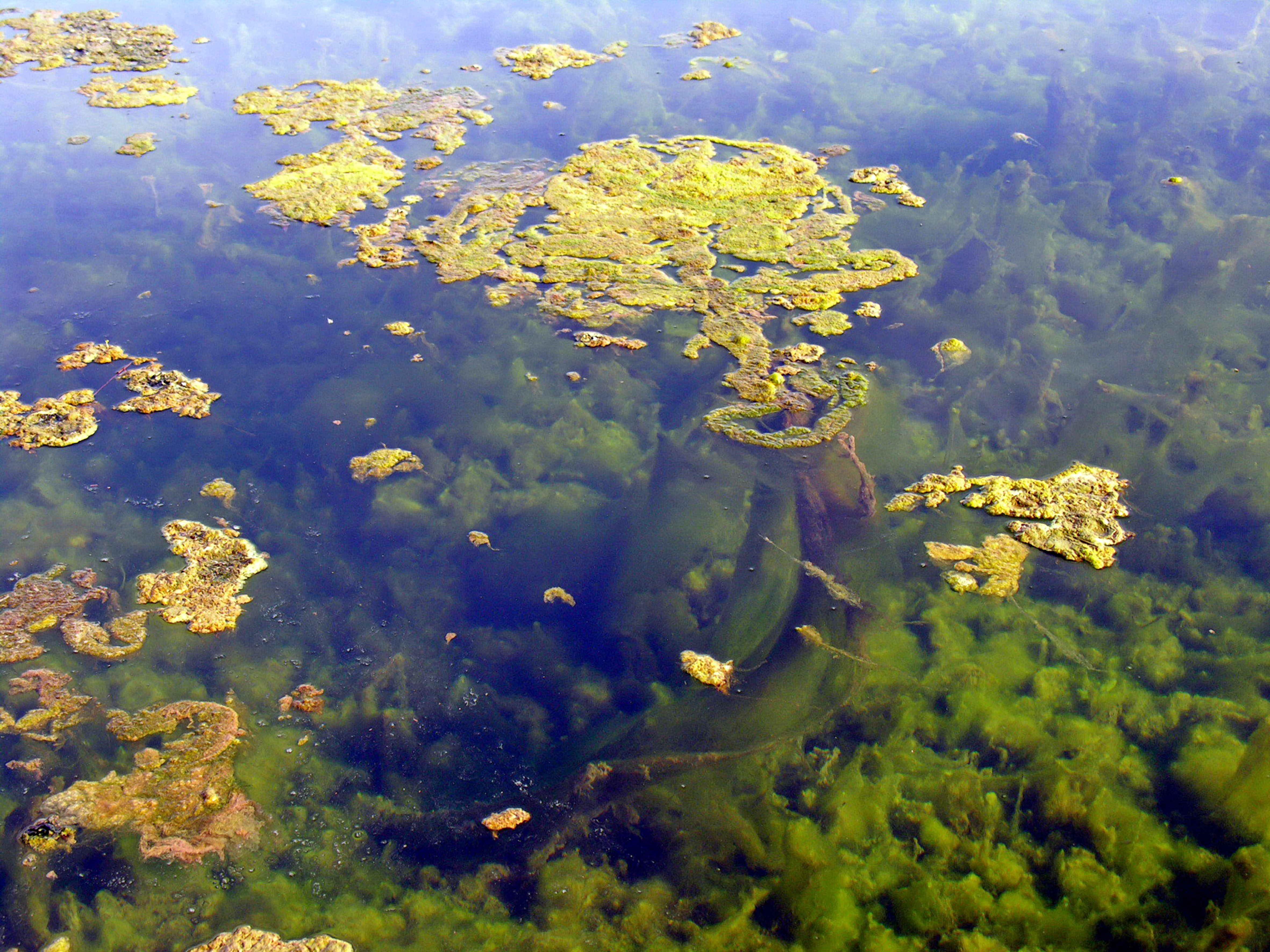
Spirogyra sp.
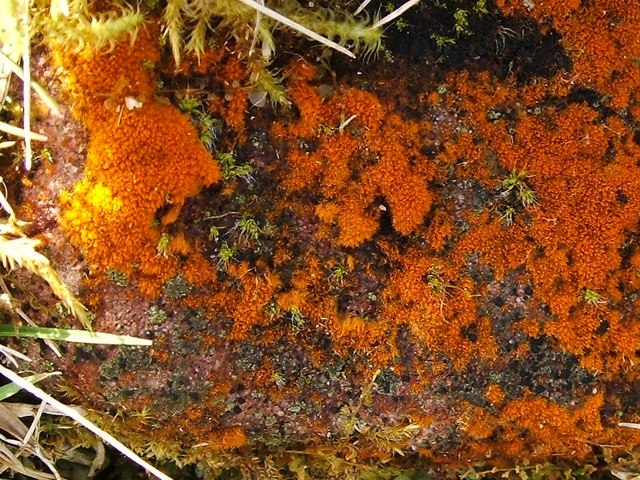
Trentepohlia sp.
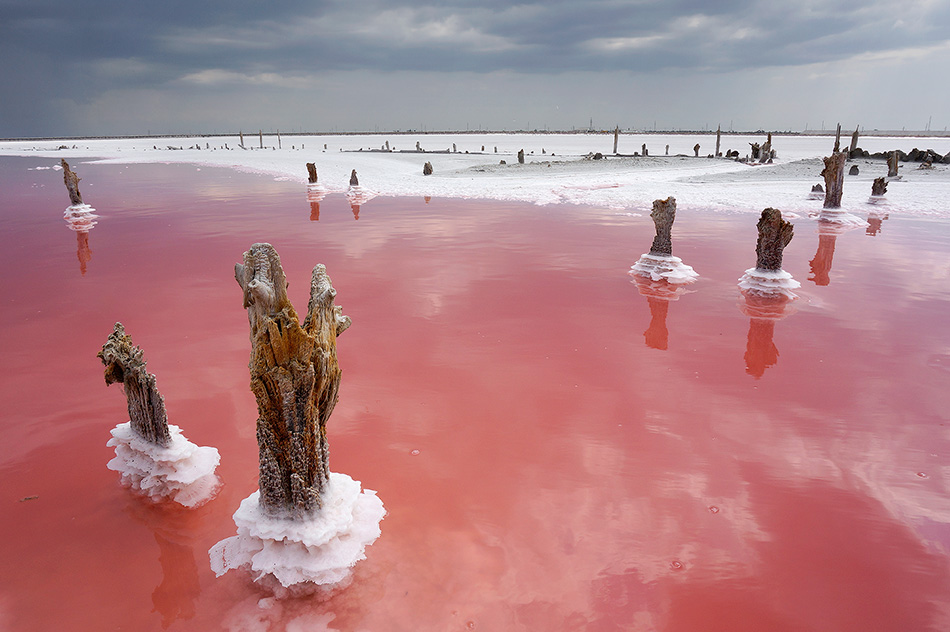
Dunaliella salina
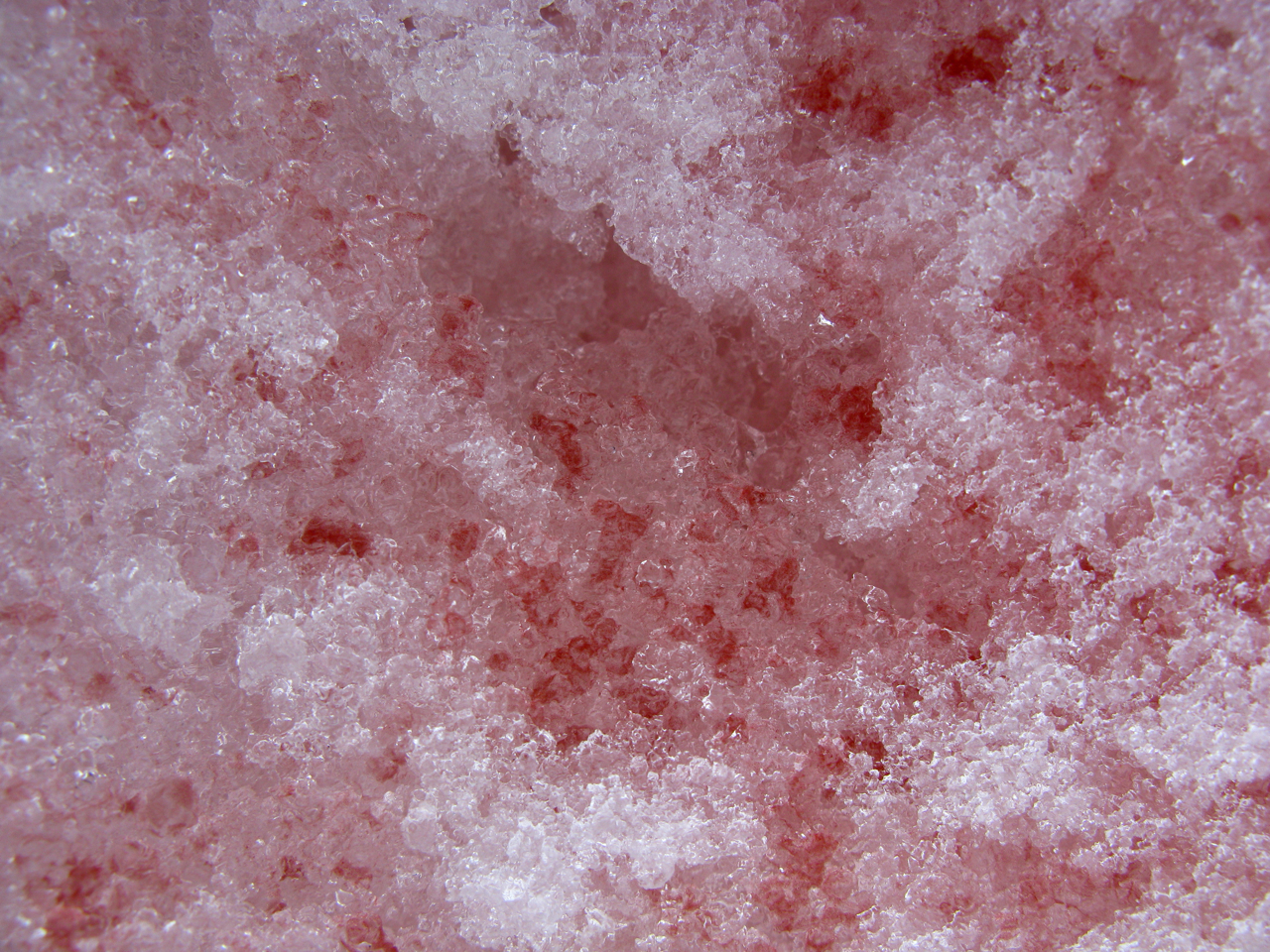
Chlamydomonas nivalis

## Quelques genres d'algues vertes
Voir Genre d'algues vertes (nom scientifique) et Genre d'algues vertes (nom vernaculaire).
- Bryopsis
- Boergesenia
- Caulerpa
- Chara
- Sanguina
- Ulva

### Bande dessinée
- Inès Léraud, Pierre Van Hove, Algues vertes : L'histoire interdite, Delcourt, 2019.

### Filmographie
- Les Algues vertes, film de Pierre Jolivet sorti en 2023, adapté de la bande dessinée Algues vertes, l'histoire interdite, d'Inès Léraud et Pierre Van Hove